# Оптический разряд

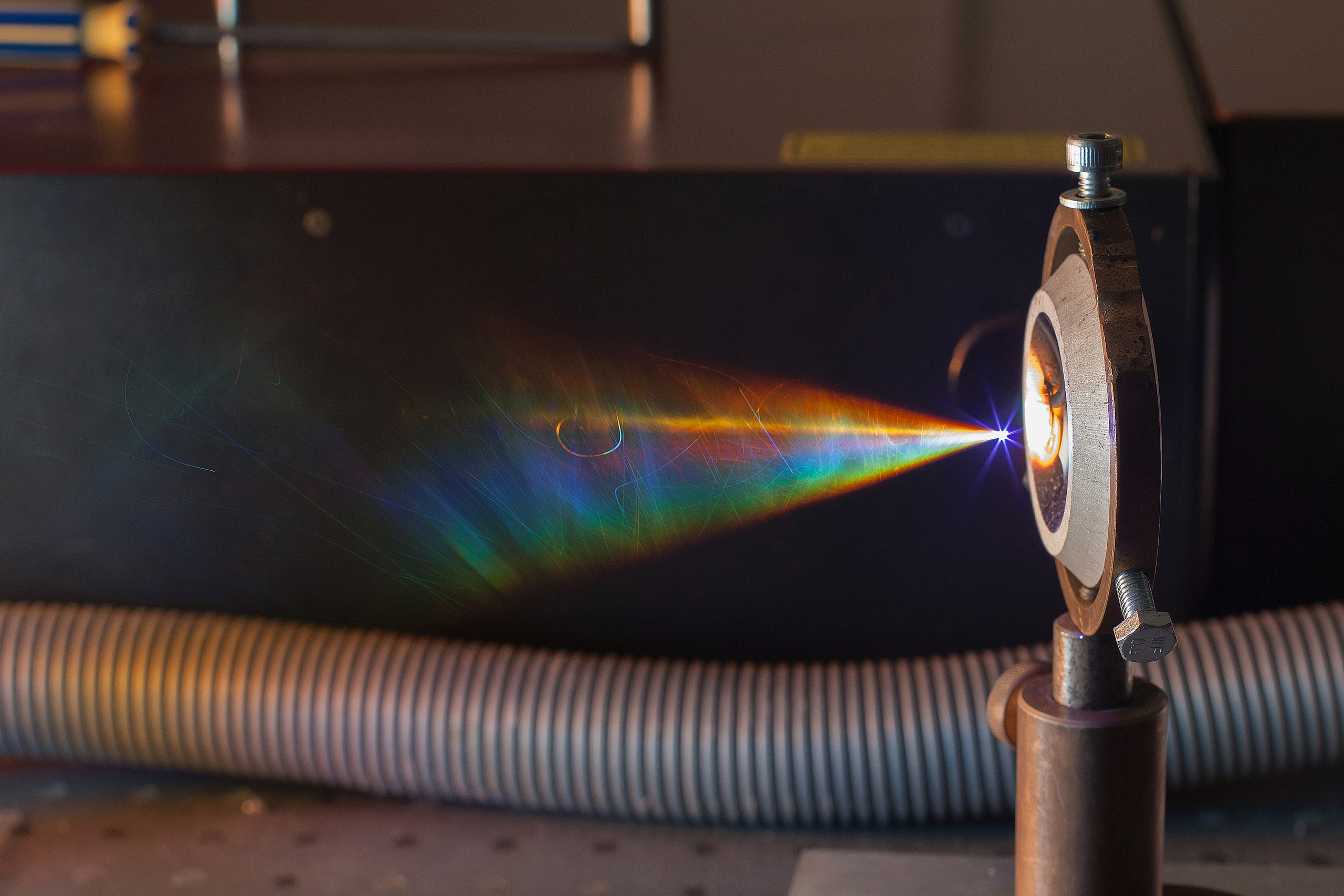
Фемтосекундная лазерная искра и формируемый ей суперконтинуум, расходящийся конусом от фемтосекундной лазерной искры

Опти́ческий разря́д — вид высокочастотного разряда в газах, наблюдающегося для частот излучения, лежащих в оптическом диапазоне. Обычно оптические разряды инициируются мощным лазерным излучением. Различают два основных вида оптических разрядов: оптический пробой (или лазерная искра) и непрерывный оптический разряд.

## Оптический пробой
Оптический пробой газа наблюдается при фокусировке достаточно мощных лазерных импульсов. Характерная интенсивность, необходимая для наблюдения эффекта в воздухе, составляет величину порядка 1011 Вт/см2 (соответствующая амплитуда электрического поля — 6×106 В/см). Такие интенсивности удалось впервые получить в 1963 году в связи с появлением лазера с модуляцией добротности.

### Пороговое поле
В общем случае пороговое поле, при котором наблюдается оптический пробой, зависит от многих факторов: рода газа, его давления, частоты используемого света, размера фокусного пятна, длительности импульса, а также распределения интенсивности по сечению.
При не очень больших давлениях пороговая интенсивность понижается, однако при давлениях порядка 100—1000 атм. (в зависимости от газа) начинает расти. Порог для одноатомных газов обычно ниже, чем для молекулярных. В диапазоне видимых и инфракрасных частот величина порогового поля понижается с уменьшением частоты. Пороговое поле также понижается при уменьшении размера фокальной области, а также в незначительной степени при увеличении длительности импульса.

### Физика пробоя
Основой для оптического пробоя является эффект развития электронной лавины, при этом затравочные электроны появляются в результате многофотонной ионизации молекул или атомов газа. При взаимодействии лазерного излучения с атомом происходит поглощение нескольких (порядка 10—20) фотонов, сопровождающееся вырыванием электрона. Электрон ускоряется в поле лазерной волны и при соударении с другими атомами производит их ионизацию, рождая ещё один электрон. Затем уже два электрона ускоряются полем и при столкновениях с атомами рождают ещё два электрона. Таким образом происходит лавинообразное нарастание числа свободных электронов.
Для того, чтобы произошёл пробой необходимо, чтобы за время действия лазерного импульса родилось достаточно большое количество электронов. При малых давлениях и высоких частотах (так что {\displaystyle \omega ^{2}\gg \nu _{m}^{2}}, где {\displaystyle \omega } — частота излучения, {\displaystyle \nu _{m}} — частота столкновений электронов с нейтральными атомами и молекулами), то скорость нарастания лавины определяется величиной {\displaystyle (E/\omega )^{2}p}, где {\displaystyle E} — амплитуда электрического поля, {\displaystyle p} — давление газа. В обратном случае, когда {\displaystyle \omega ^{2}\ll \nu _{m}^{2}}, скорость нарастания лавины определяется величиной {\displaystyle E^{2}/p}, то есть практически не зависит от частоты света и уменьшается с ростом давления.

## Непрерывный оптический разряд
Непрерывным оптическим разрядом называют стационарный газовый разряд, поддерживаемый лазерным излучением в уже имеющейся относительно плотной плазме. Это вид разряда был теоретически предсказан и получен экспериментально в 1970 году.
Непрерывный оптический разряд является одним из способов поддержания плазмы с температурой около 10 000 К, однако по сравнению с другими способами (дуговой, индукционный или СВЧ-разряд) не требует для подвода энергии каких-либо конструктивных элементов (электродов и т. п.). Это позволяет создавать разряды на значительном удалении от источника, а также в труднодоступных местах.